# Claude Hagège

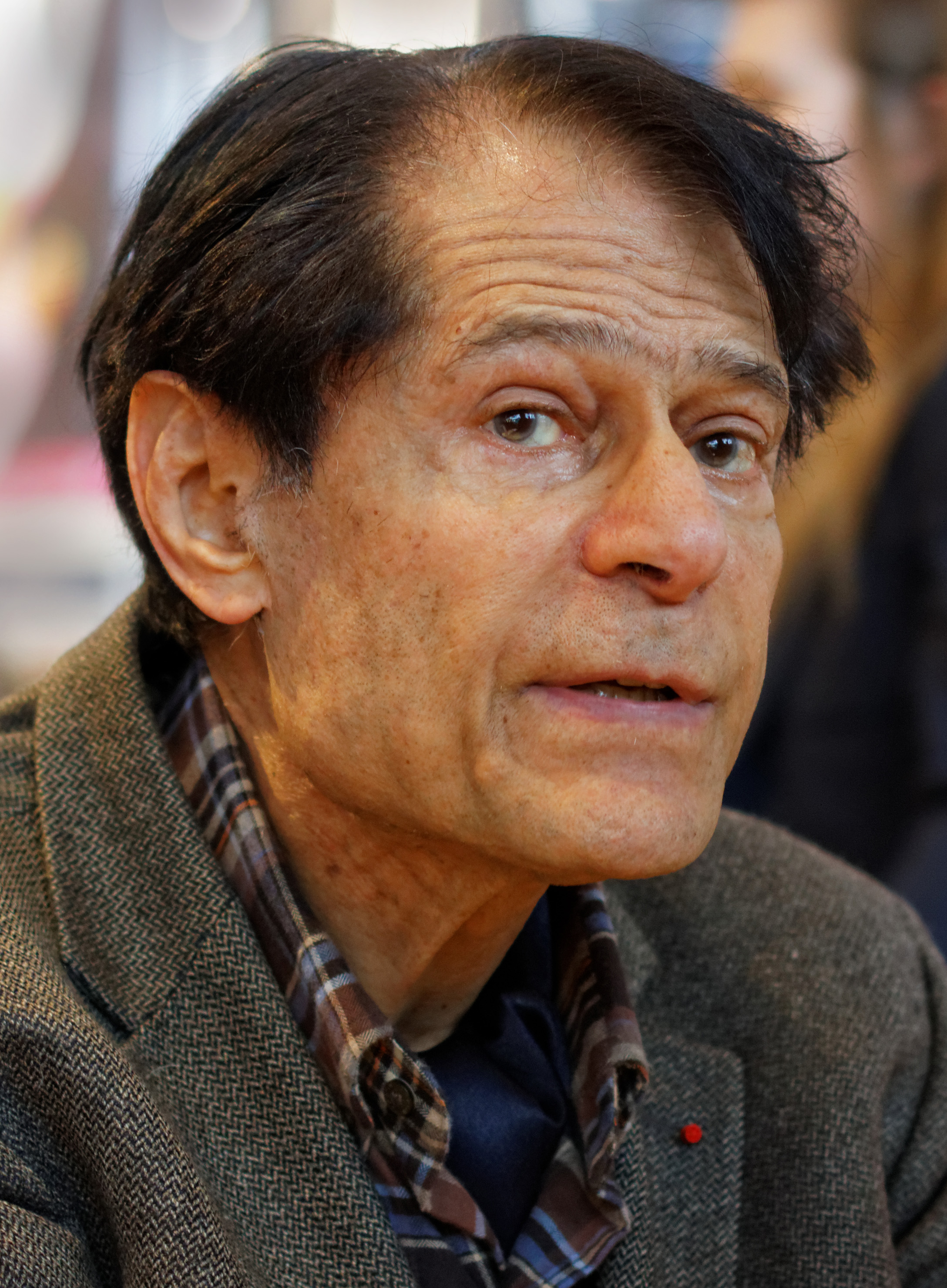
Claude Hagège, 2013

Claude Hagège (* 1. Januar 1936 in Karthago, Tunesien) ist ein französischer Linguist.
Hagège stammt aus einer Familie mit christlichen und jüdischen Wurzeln und besuchte das Lycée Carnot in Tunis und nach dem Abschluss 1953 das Lycée Louis-le-Grand in Paris. Von 1955 bis 1959 studierte er an der École normale supérieure und danach an der Universität Paris, wo er 1956 seinen Abschluss (Lizenziat) in den Klassischen Sprachen (Latein, Griechisch) machte, 1956 sein Lizenziat in Arabischer Sprache und 1957 sein Diplom in höheren arabischen Studien, 1965 sein Lizenziat in allgemeiner Linguistik und 1969 in Chinesischer Sprache. Außerdem studierte er an der École pratique des hautes études und der École nationale des langues orientales, wo er 1964 sein Hebräisch-Diplom, 1967 sein Diplom in Sinologie und 1970 sein Russisch-Diplom erwarb und weitere linguistische Studien betrieb. 
1958 wurde er Professeur (Agrégé) in Klassischen Sprachen und lehrte 1959 bis 1961 am Lycée Carnot in Tunis. 1961 bis 1963 leistete er seinen Wehrdienst und war dann bis 1965 Lehrer an Pariser Gymnasien (Lycée Victor Duruy und Saint-Louis). 1965 bis 1970 war er Forscher des CNRS und wurde 1971 an der Universität Paris V bei André Martinet promoviert bzw. habilitiert (Doctorat d´Etat). 1969/70 war er an der Harvard University Schüler von Roman Jakobson. 
1970 wurde er Dozent (Maître de conférences) und dann Professor an der Universität Poitiers, wo er bis 1987 Linguistik-Kurse gab, wie auch in den 1970er Jahren an der Universität Paris.
1977 wurde er Professor für strukturelle Linguistik an der Ecole pratique des Hautes Etudes und 1982 Professor für theoretische Linguistik am Collège de France. Dort hat er zurzeit eine Ehrenprofessur.
Hagège ist polyglott und beherrscht etwa zehn Sprachen, insgesamt hat er Kenntnisse in ca. 50 Sprachen, darunter Ungarisch, Navajo, Guarani, Punjabi, Persisch, Malaiisch, Hindi, Quechua, Tamilisch, Türkisch, Japanisch, die Madagassische Sprache, Fulfulde, verschiedene afrikanische Sprachen wie die kongolesische Tetela-Sprache.
1995 wurde er Ritter des Ordre des Arts et des Lettres und im selben Jahr Offizier des Ordre des Palmes Académiques. 1989 wurde er Ritter der Ehrenlegion und erhielt die Goldmedaille des CNRS. 1986 erhielt er den Preis der Académie française und 1981 den Prix Volney.

## Schriften
- La Langue mbum de Nganha Cameroun - phonologie - grammaire, Klincksieck, 1970
- « Les pronoms logophoriques », in: Bulletin de la Société Linguistique de Paris 69, 1974
- Le Problème linguistique des prépositions et la solution chinoise, 1975
- La Phonologie panchronique, PUF, 1978
- Le comox llamen de Colombie-Britannique : présentation d'une langue amérindienne, Amerindia numéro spécial, Paris, Association d'ethnolinguistique amérindienne, 1981
- La Structure des langues, 1982
- L'Homme de paroles, 1985; dt. Übers.: Der dialogische Mensch, Rowohlt TB, 1987
- Le Français et les Siècles, Éditions Odile Jacob, 1987
- Le Souffle de la langue : voies et destins des parlers d'Europe, 1992
- The Language Builder: an Essay on the Human Signature in Linguistic Morphogenesis, 1992
- L'Enfant aux deux langues, Éditions Odile Jacob, 1996
- Le Français, histoire d'un combat, 1996
- L'Homme de paroles : contribution linguistique aux sciences humaines, Fayard, 1996 (wurde 1986 mit dem Grand Prix de l'Essai der Société des Gens de Lettres und mit dem Preis der Académie Française ausgezeichnet)
- Halte à la mort des langues, Éditions Odile Jacob, 2001
- Combat pour le français : au nom de la diversité des langues et des cultures, Éditions Odile Jacob, 2006
- Dictionnaire amoureux des langues, Éditions Plon-Odile Jacob, 2009